# Ana Bertha Lepe
Ana Bertha Lepe Jiménez (Tecolotlán, 12 de septiembre de 1934-Ciudad de México, 24 de octubre de 2013) fue una actriz y concursante de certámenes de belleza mexicana. En 1953, fue Señorita México y la cuarta finalista del concurso Miss Universo.

## Biografía y carrera
Nació en Tecolotlán, Jalisco. Ana Bertha comenzó su carrera artística estudiando canto, baile y actuación en la Academia de la Anda en el Distrito Federal y trabajando como extra en los Estudios Churubusco. Su carrera artística incluye 78 films, desde el principio fue manejada por su padre el general Guillermo Lepe. En 1952 obtuvo un papel en La justicia del lobo, compartiendo créditos con el actor Dagoberto Rodríguez y la actriz Flor Silvestre, esta sería oficialmente su primera de muchas películas. 
Mientras Ana Bertha rodaba su primera película, su tío el capitán Armando Lepe fue asesinado a plena luz del día 11 de marzo de 1952 por el asesino serial Higinio Sobera de la Flor que le descargó 5 tiros desde su automóvil en la intersección del Paseo de los Insurgentes y la calle Yucatán.
A pesar de la gran tragedia que suponía el asesinato de su tío Armando a manos de Sobera, tan solo unos dias después Ana Bertha lograría el 3er lugar en el concurso Señorita México celebrado en el Auditorio de Televicentro el 30 de marzo de 1952. A pesar de no haber ganado el certamen de belleza de ese año, la joven actriz no se rindió y logró ganar el 1er lugar del concurso al año siguiente siendo coronada el 31 de mayo de 1953.  

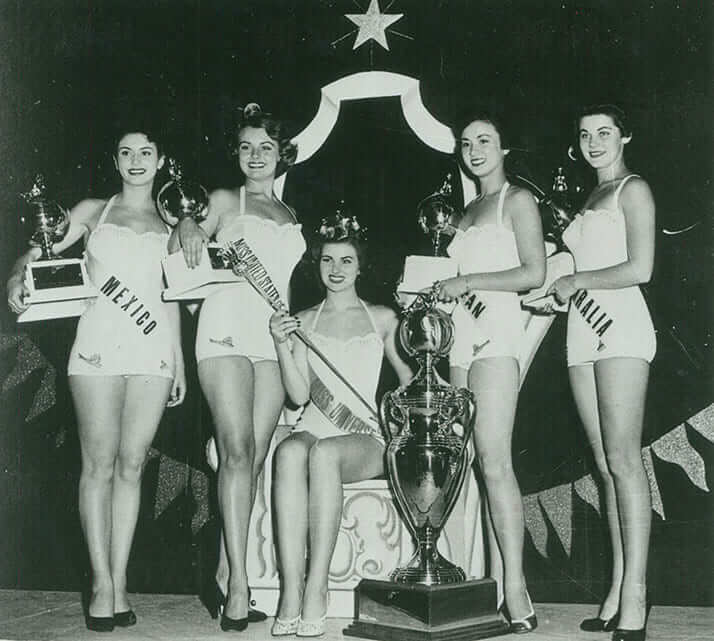
Lepe junto a Christiane Martel (sentada), la Miss Universo 1953, y sus compañeras de contienda, (de izquierda a derecha) Myrna Hansen, Kinuko Ito, y Maxine Morgan.

Gracias a su coronación como Señorita México, Ana Bertha logró la clasificación automática para representar a México en el concurso Miss Universo, superando sus propias expectativas logró el cuarto lugar del certamen, aunque sería coronada como Miss Universo la francesa Christiane Martel.   
En 1955 filmó en Cuba Una gallega en La Habana. Es conocida internacionalmente por su papel estelar como Gamma en La nave de los monstruos (1960), un clásico del cine de ciencia ficción en donde comparte créditos con Eulalio González «Piporro» y Lorena Velázquez.

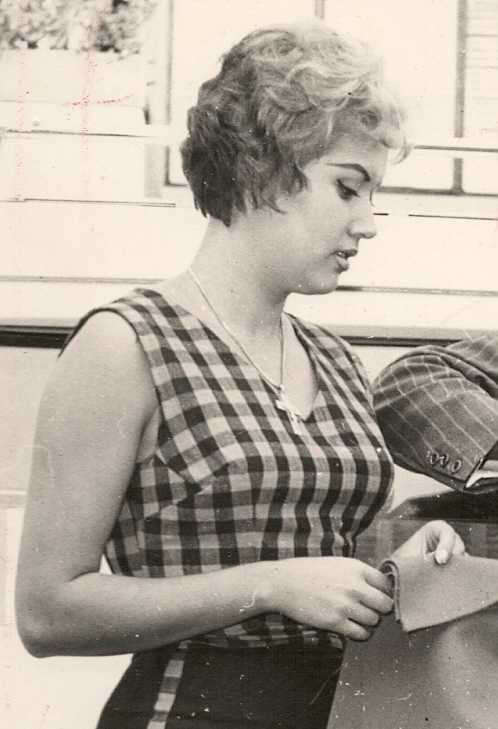
Lepe en 1959.

El 29 de mayo de 1960 su novio, el actor Agustín de Anda, era asesinado de dos disparos por Guillermo Lepe, padre de Ana, como consecuencia de sus diferencias, ya que De Anda le anunció que no cumpliría el matrimonio prometido con su hija, por lo cual el señor Lepe le disparó. Esto ocurriría durante el intermedio de una presentación de Ana Bertha. Ella se enteró de lo sucedido al finalizar la misma, aunque en sus propias palabras dice que sentía al público extraño durante su actuación.  
A pesar de que su padre asesinó a su prometido, Ana Bertha y su hermana Luz María visitaban a su padre constantemente en la cárcel de Lecumberri, la celda del Gordo Lepe se encontraba en la Crujía I del penal junto a la del muralista David Alfaro Siqueiros que se encontraba preso injustamente por el délito de Disolución Social, a pesar de las adversidades que enfrentaban el padre de la actriz y el pintor mexicano entablaron una duradera amistad.
Debido a la belleza de la actriz y antigua concursante de Miss Universo, los demás presos llamaban a Guillermo Lepe "El papá de la Crujía I", Ana Bertha montaba obras teatrales constamente en el teatro que se encontraba dentro del penal junto a comediantes famosos de la época y algunos presos.
En los 70 cayó en una depresión que la llevó al alcohol, a subir de peso y a dejar de trabajar. Mucho tiempo después, algunos productores de televisión la llamaron para participar en telenovelas. Su última aparición en televisión fue en 2001, en la miniserie Navidad sin fin. En 2006 su salud era frágil: a raíz del alcoholismo sufría serias lesiones en la columna vertebral, problemas gástricos y hepáticos, por lo que pasaba su tiempo recluida en su rancho de Texcoco.

### Muerte
La actriz murió a la edad de 79 años en la Ciudad de México el jueves 24 de octubre de 2013. La causa de la muerte fueron complicaciones de una cirugía de hernia, a causa de una fuerte neumonía que había tenido en días previos. A Ana Bertha le sobrevivió una hermana de nombre Luz Maria Lepe, de 90 años en ese entonces.

## Filmografía

### Cine
- El patrullero 777 (1978)
- El hijo de Alma Grande (1976)
- Soy chicano y mexicano (1975)
- El amor y esas cosas (1969)
- Los infieles (1969)
- No juzgarás a tus padres (1969)
- Desnudarse y morir (1968)
- Mujeres, mujeres, mujeres (1967)
- Las amiguitas de los ricos (1967)
- Alazán y enamorado (1966)
- Preciosa (1965)
- El asesino invisible (1963)
- La garra del leopardo (1963)
- Tin-Tan el hombre mono (1963)
- El beso de ultratumba (1963)
- Santo contra el cerebro diabólico (1963)
- El tesoro del rey Salomón (1963)
- Santo en el hotel de la muerte (1963)
- El monstruo de los volcanes (1963)
- El terrible gigante de las nieves (1963)
- Santo contra el rey del crimen (1962)
- La barranca sangrienta (1962)
- El lobo blanco (1962)
- Los valientes no mueren (1962)
- La venganza del resucitado (1962)
- El asesino enmascarado (1962)
- Pecado de juventud (1962)
- Cazadores de asesinos (1962)
- Los encapuchados del infierno (1962)
- El mundo salvaje de Barú (1962)
- Barú, el hombre de la selva (1962)
- Jóvenes y rebeldes (1961)
- México lindo y querido (1961)
- Una canción para recordar (1960)
- Una chica de Chicago (1960)
- El tesoro de Chucho el Roto (1960)
- Rebelde sin casa (1960)
- La nave de los monstruos (1960)
- Señoritas (1959)
- Aladino y la lámpara maravillosa (1958)
- ¡Paso a la juventud! (1958)
- ¿Adónde van nuestros hijos? (1958)
- Quiero ser artista (1958)
- Cabaret trágico (1958)
- La feria de San Marcos (1958)
- La sombra del otro (1957)
- Tropicana (1957)
- Tinieblas (1957)
- Grítenme piedras del campo (1957)
- Nos veremos en el cielo (1956)
- Sublime melodía (1956)
- No me platiques más (1956)
- Los gavilanes (1956)
- Una gallega en La Habana (1955)
- Lo que le pasó a Sansón (1955)
- Qué lindo Cha Cha Cha (1955)
- Kid Tabaco (1955)
- El vizconde de Montecristo (1954)
- Contigo a la distancia (1954)
- Miradas que matan (1954) como Ana Bertha Lepe "Miss Mexico"
- Reventa de esclavas (1954)
- La ladrona (1954)
- La perversa (1954)
- La infame (1954)
- Dos tipos de cuidado (1953)
- Sucedió en Acapulco (1953)
- Piel canela (1953)
- El jugador (1953)
- Em misterio del carro express (1953)
- Mi papá tuvo la culpa(1953)
- El lunar de la familia (1953)
- Mujeres que trabajan (1953)
- Misericordia (1953)
- Ambiciosa (1953)
- El Lunar de La Familia (1953)
- ¡Prefiero a tu papá..! (1952)
- Tío de mi vida (1952)
- La justicia del lobo (1952)

### Televisión
- Navidad sin fin (2001) ... Reina
- Cuento de Navidad (1999)
- Ángela (1998-1999) ... Lorenza Chávez
- Sentimientos ajenos (1996-1997) ... Teresa
- En carne propia (1990-1991)
- Mi pequeña Soledad (1990) ... Lolita Arizmendi
- Dos vidas (1988)
- Cómo duele callar (1987) ... Jacinta
- Muchachita (1985-1986) ... Ticha
- La voz de la tierra (1982)
- Pacto de amor (1977-1978) ... Margot
- Mundo de juguete (1974-1977)